# Váli (filho de Loki)
Na mitologia nórdica, Váli era um dos filhos de Loki. É mencionado na secção de Gylfaginning na Edda em prosa de Snorri Sturluson. Após a morte de Balder, os Æsir perseguiram e capturaram Loki.
| Nú var Loki tekinn griðalauss ok farit með hann í helli nökkvorn. Þá tóku þeir þrjár hellur ok settu á egg ok lustu rauf á hellunni hverri. Þá váru teknir synir Loka, Váli ok Nari eða Narfi. Brugðu æsir Vála í vargslíki ok reif hann í [sundr] Narfa, bróður sinn. Þá tóku æsir þarma hans ok bundu Loka með yfir þá þrjá [egg]steina, einn undir herðum, annarr undir lendum, þriði undir knésfótum, ok urðu þau bönd at járni. — Edição de Eysteinn Björnsson. | Agora não lhe concederam mais tréguas a Loki que foi conduzido para o interior de uma gruta. Ali pegaram em três pedras lisas, colocaram-nas trinadas e realizaram um buraco em cada pedra. De seguida, pegaram nos filhos de Loki, Váli e Nari ou Narfi; e transformaram Váli num lobo que atacou e destorçou em pedaços Narfi, o seu irmão. Os Æsir utilizaram as suas entranhas e ataram Loki às três rochas: uma está sob os seus ombros, a segunda sob as suas costas, a terceira sob os seus membros inferiores; e estas amarras covertem-se em ferro. — Tradução para português da tradução de Brodeur. |  |

Uma enigmática estrofe em Völuspá parece fazer referência a este evento e foi provavelmente a fonte que Snorri utilizou. Váli, filho de Loki, é por outros desconhecido. Tem sido sugerido que a estrofe de Völuspá na verdade faz referência a Váli, filho de Odim, e que Snorri criou o personagem de Váli, filho de Loki, para dar sentido à história.